# Навадос
Навадос је врста катабатичког ветра који дува у Јужној Америци. Спушта се са планина у Еквадору, ка високим долинама где је поље ниског ваздушног притиска. Доноси хладно време.